# Pousada do Solar da Rede
A Pousada do Solar da Rede ou Pousada de Mesão Frio - Solar da Rede, é um solar setecentista situado em Mesão Frio, distrito de Vila Real num encosta sobranceira ao Rio Douro.
Integrava a rede Pousadas de Portugal com a classificação de Pousada Histórica, mas está ao abandono desde 2012.

## História da propriedade
Com origem no século XV, a casa foi reconstruída no século XVIII por José Maria Borges Rebelo de Queirós.
Transposto o pórtico em granito encimado por 4 grifos alados, que permite o acesso à propriedade, pode-se observar a extensa edificação atribuída a Nicolau Nasoni, com fachada em arquitectura chã com paredes brancas e janelas de sacada, de lintel recto e caixilharias em madeira.
No centro da fachada uma fonte em granito e, no topo, a pedra de armas "Borges e Cabral" revelando a família dos proprietários do século XVIII. No extremo nascente do edifício uma pequena capela dedicada a S. Sebastião com altar em talha e azulejos da época. Frente à fachada um amplo terreiro e o acesso por escadas a um jardim de buxos e camélias.
A propriedade viria a ser herdada por José Maria de Alpoim Cerqueira Borges Cabral, o conselheiro Alpoim, político da monarquia e da república, orador e jornalista.
O destino do solar está ligado ao fim da descendência directa do conselheiro, vindo a propriedade a ser vendida em 1962 a um viticultor que, apesar de ter respeitado a fachada do edifício, não impediu a sua degradação até ser adquirido pelo actual proprietário que, após importantes obras de recuperação, conseguiu a sua integração na rede das Pousadas.

## A Pousada
Uma das poucas Pousadas de propriedade particular, a Pousada do Solar da Rede ostenta o nome das "Pousadas de Portugal" na sequência de um acordo de franchising.
Inserido numa vinha de 27 hectares, o solar permite obter vistas deslumbrantes sobre os vinhedos e o rio Douro.
No interior painéis de azulejos do século XVIII, tectos em madeira de carvalho trabalhada e numeroso mobiliário e quadros a óleo da época.
- «Pousadas de Portugal-História da Pousada»

Inaugurada a 15 de Maio de 1999, a pousada tem 21 quartos e 8 suites com varandas que permitem a vista sobre o rio Douro. Uma parte dos quartos encontra-se distribuída por pequenos edifícios instalados no meio da propriedade.